# Jan Nicolaas Sevenster
Jan Nicolaas Sevenster (Drachtstercompagnie, 27 april 1900 – Doorn, 30 november 1991) was een vrijzinnig-hervormd theoloog uit Nederland. Hij was hoogleraar Nieuwe Testament aan de Universiteit van Amsterdam (1946-1969).

## Biografie
Jan Nicolaas Sevenster werd op 27 april 1900 geboren in het Friese Drachtstercompagnie waar zijn vader, de links-moderne dominee Jan Sevenster (1869-1949) predikant was. In zijn ouderlijk huis werd bij hem zijn liefde voor het Nieuwe Testament gewekt. Hij studeerde theologie aan de Rijksuniversiteit Leiden (1918-1922) waar de hoogleraren H.L. Windisch en K.H. Roessingh zijn leermeesters waren. Windisch en Roessingh bleven hun stempel drukken op de theologie van Sevenster. Van 1922 tot 1923 studeerde hij een semester aan de Theologische Faculteit van de Harvard-universiteit (Harvard Divinity School).
Sevenster was predikant te Oldehove (1925), Bergum (1929), Zuidbroek (1932) en Leeuwarden (1938-1946). Hij was lid van het Roessingh Werkverband, een gezelschap van rechts-vrijzinnige theologen die aansluiting zochten bij de kerkelijke traditie (in oecumenisch verband). Evenals veel jonge christenen van zijn generatie was hij geïnteresseerd in het gedachtegoed van Indiase godsdiensthervormer Mahatma Gandhi. Hij schreef in 1932 de brochure Gandhi en het Christendom waarin hij Gandhi's visie op het christelijk geloof trachtte weer te geven. In zijn boekje gaf hij blijk van waardering voor diens persoon, maar kwam tot de conclusie dat Gandhi geen christen was en dit ook niet wilde zijn. Evenals Gandhi was Sevenster een pacifist, maar volgens Sevenster had Gandhi een te eenzijdige visie op de Bergrede.
J.N. Sevenster promoveerde in 1936 bij prof. dr. Johannes de Zwaan op het proefschrift Het verlossingsbegrip bij Philo vergeleken met de verlossingsgedachten in de synoptische evangeliën. In dit proefschrift toonde hij het voornaamste verschil aan tussen het hellenistische verlossingsbegrip - namelijk verlossing uit het zinledige leven - en het Israëlitische verlossingsbegrip - namelijk verlossing van het kwaad, de zonde etc. De Joods-Alexandrijnse wijsgeer Philo was volgens Sevenster een aanhanger van het hellenistische verlossingsbegrip, terwijl de Jezus zoals geschetst in de synoptische evangeliën duidelijk in de Israëlitische traditie stond. In zijn dissertatie stelde Sevenster dat de synoptici er een ander verlossingsbegrip op na hielden dan St. Paulus, maar hij vond niet dat hun verlossingsbegrip daarom maar ondergeschikt moest worden gemaakt aan die van Paulus.
Van 1946 tot 1969 was Sevenster hoogleraar in het Nieuwe Testament aan de Universiteit van Amsterdam. 
Zijn hele werkzame leven bleef Sevenster in zijn publicaties wijzen op de verschillen tussen het Jodendom en het hellenisme. De antropologie was ook anders: in het hellenisme is er steeds sprake van een wezenlijke verwantschap tussen mens en God, terwijl er de Bijbelse juist wordt gewezen op de diepe kloof tussen de mens en God (schepsel en Schepper): "Daar is God de Schepper, de Heilige, die handelt in de geschiedenis, wiens heilige wil gehoorzaamt moet worden. (...) daar is de mens niet naar zijn diepste wezen verwant met God." Wat opviel was dat er in de Bijbel nergens sprake is van een mensleer, een antropologie: "[de mens is] dus ook daarom [nl. vanwege het ontbreken van een verwantschap tussen mens en God] niet gewichtig, neen, daar is de mens schepsel Gods, door God geroepen, steeds door God gezocht en dààrom belangrijk (...) De bijbelse anthropologie kent slechts één ding wat wezenlijk belangrijk mag heten: wat de mens is voor God". Syncretisme wordt door Sevenster afgewezen. Noch het Jodendom, noch het Christendom laten zich vermengen met hellenistische godsdienstigheid. Volgens Sevenster is er in het Nieuwe Testament, ook in de brieven van Paulus of in het Evangelie volgens Johannes, geen sprake van syncretisme. Paulus bezigt weleens begrippen ontleent aan de hellenistische ümwelt, maar gaf daar dan als het ware een joods-christelijke draai aan. 
In zijn Jezus en de Ebed-Jahwe (1958-59) in het Nederlands Tijdschrift voor Theologie stelde hij zich kritisch op tegenover de identificatie van Jezus met de Lijdende Dienstknecht des Heren (Hebr.: Ebed Jahwe) bij de Deutero-Jesaja. In zijn Do You Know Greek? stelde hij dat de Joden in de eerste eeuw - ook de Palestijnse Joden - over een behoorlijke Griekse kennis beschikten. De constatering is van belang voor het antwoord op allerlei vragen rond het auteurschap van de Brief van Jacobus en de Eerste brief van Petrus.
Na zijn emeritaat schreef hij het boek The Roots of Pagan Anti-Semitism (1975) en Bijbel en Bewapening (1980). Het eerste boek is een nauwkeurig onderzoek naar de heidense wortels van het antisemitisme en het tweede gaf blijk van zijn antimilitarisme, dat hem als het ware met de paplepel was ingegoten door zijn anarchistische en pacifistische vader.
Jan Nicolaas Sevenster overleed op 91-jarige leeftijd, op 30 november 1991 in Doorn.

## Familie
Jan Nicolaas Sevenster was sinds 1925 getrouwd met Johanna Elisabeth Boogaard (1899-1994). Hun zoon, Adrianus (*1931) was hervormd predikant, laatst te Oosterhunze.
Zijn oudere broer was Gerhard Sevenster (1895-1985), van 1933 tot 1963 hoogleraar in het Nieuwe Testament aan de Rijksuniversiteit Leiden. Hij baarde in 1946 opzien met zijn boek De Christologie van het Nieuwe Testament waarin hij stelde dat er qua christologie, verzoenings- en verlossingsleer en antropologie volstrekte eenheid bestond in de boeken van het Nieuwe Testament. Hoewel J.N. Sevenster evenals zijn broer uitging van eenheid binnen het N.T., bleef hij toch ook de verschillen tussen de verschillende schrijvers aanwijzen (eenheid in verscheidenheid).

## Werken (selectie)
- Gandhi en het Christendom (1932, in 1933 bekroond door het Teylers Eerste Genootschap)
- Het verlossingsbegrip bij Philo vergeleken met de verlossingsgedachten in de synoptische evangeliën (1936, dissertatie)
- De Boodschap van het Nieuwe Testament (1939, 19462)

## Verwijzingen
1. ↑  J.N. Sevenster: De Boodschap van het Nieuwe Testament, Van Gorcum & Comp. N.V. Uitgevers, Assen, 1939, dl. 1, p. 44
2. ↑  P. 44
3. ↑  Biografisch Lexicon voor de Geschiedenis van het Nederlands protestantisme, deel 5, blz. 468, Kok/Kampen 2001

- Bibsys: 90768848
- Biografisch Portaal: 12834121
- Gemeinsame Normdatei: 1055492909
- International Standard Name Identifier: 0000 0000 8097 9044
- Library of Congress Control Number: n79129015
- Nationale Bibliotheek van Israël: 987007267974305171
- Nederlandse Thesaurus van Auteursnamen: 068409141
- Système universitaire de documentation: 07138524X
- Virtual International Authority File: 18508611
- WorldCat: E39PBJqFQHqmPxK6KhdjHvmTpP